# Kathrin Utz Tremp

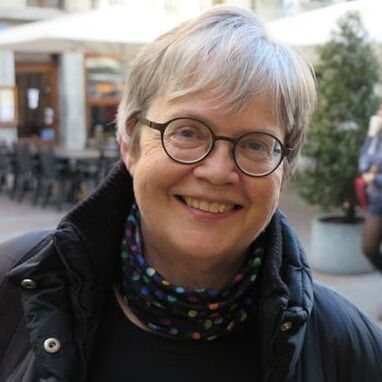
Kathrin Utz Tremp, 2017

Kathrin Utz Tremp (* 12. Juli 1950 in Biel) ist eine Schweizer Historikerin für mittelalterliche Geschichte. Sie war von 1999 bis 2015 als wissenschaftliche Mitarbeiterin am Staatsarchiv Freiburg verantwortlich für die Bestände des Mittelalters und des Ancien Régime und wirkte lange Jahre als Lehrbeauftragte (seit 2000 als Privatdozentin) an der Universität Lausanne.

## Leben und Werk
Sie ist Bürgerin von Sumiswald BE und Näfels GL und wuchs in Biel auf. Nach der Matura am deutschen Gymnasium Biel studierte sie an der Universität Bern Mittelalterliche und Neuere Geschichte sowie Germanische Philologie und schloss mit einer Arbeit über „Kirche und Konzil bei Johannes von Segovia“ bei Erich Meuthen ab. Nach Assistenzjahren an der Universität Lausanne (Peter Rück) und an der Universität Freiburg i. Ü. wurde sie hier 1982 mit einer Doktorarbeit über „Das Kollegiatstift St. Vinzenz in Bern, von der Gründung 1484/85 bis zur Aufhebung 1528“ promoviert (erschienen 1985). 2000 habilitierte sie an der Universität Lausanne.
Mit Forschungsstipendien des Schweizerischen Nationalfonds erarbeitete sie die Edition der Akten der Freiburger Waldenserprozesse von 1399 und 1430 (erschienen 2000). Im Rahmen weiterer Forschungsprojekte des Schweizerischen Nationalfonds befasste sie sich mit „Les débuts de la chasse aux sorcières au bas Moyen Age: sources et recherches“ (abgeschlossen 2006) und mit „Forschungen zu den mittelalterlichen Notariatsregistern des Staatsarchivs Freiburg“ (abgeschlossen 2010). Von 1976 bis 2007 verfasste sie als freie Mitarbeiterin der Helvetia Sacra zahlreiche Artikel über Klöster und Stifte in den Kantonen Bern, Freiburg und Waadt. Als Oberassistentin (1990–1995) und Lehrbeauftragte an der Universität Lausanne betreute sie zahlreiche Lizentiats- und Magisterarbeiten (zusammen mit Agostino Paravicini Bagliani). Daneben hatte sie verschiedene Lehraufträge an den Universitäten Bern, Freiburg i. Ü. und Luzern inne, war von 2010 bis 2015 Mitarbeiterin der Sammlung Schweizerischer Rechtsquellen, langjährige Redaktorin der Freiburger Geschichtsblätter (zusammen mit Hubertus von Gemmingen) und Gründungsmitglied und langjährige Präsidentin des Vereins Frauen in Freiburg.
Ihre Forschungsgebiete umfassen die Kirchen-, Frömmigkeits- und Häresiegeschichte des Mittelalters und der Frühen Neuzeit. Mit ihren zahlreichen Veröffentlichungen zur Geschichte Freiburgs, Berns und der Westschweiz gehört sie zu den profiliertesten Mediävistinnen der Schweiz. International hervorgetreten ist sie vor allem mit Arbeiten zu den Waldensern und den Anfängen der Hexenverfolgungen im Spätmittelalter. Durch die wissenschaftliche Erschliessung spätmittelalterlicher Quellen, neben Texten zur Frömmigkeits- und Sozialgeschichte vor allem auch der Freiburger Notariatsregister, hat sie die Grundlagen für weitere Forschung zur städtischen Gesellschaft geschaffen. Nach langjähriger Forschungsarbeit legte sie 2000 eine Edition der Quellen zu den Freiburger Inquisitionen der Jahre 1399 und 1430 vor.
Ihr besonderes Interesse gilt auch Gender-Fragen, den Minderheiten und Vergessenen der Geschichte. Nach ihrer Pensionierung (2015) arbeitete sie an einer Darstellung zum Jetzerhandel in Bern (1507–1509) und an einer Übersicht über die Akten des Prozesses der Anna Göldi, die 1782 als letzte Schweizer „Hexe“ in Glarus hingerichtet wurde. Die Ergebnisse ihrer Forschungen hat sie in ausgedehnter Lehrtätigkeit vermittelt. Für ihr Wirken wurde sie 2001 mit dem Franz Joseph II. von Liechtenstein-Preis für die wissenschaftliche Forschung der Universität Freiburg i. Ü. und 2013 mit dem Ehrendoktortitel der Theologischen Fakultät der Universität Bern geehrt.
Verheiratet ist Kathrin Utz Tremp mit dem Mittelalter-Historiker Ernst Tremp (* 1948), dem ehemaligen Stiftsbibliothekar von St. Gallen. Sie haben zwei erwachsene Söhne.

## Schriften (ohne Aufsätze)
Monographien
- Das Kollegiatstift St. Vinzenz in Bern, von der Gründung 1484/85 bis zur Aufhebung 1528, Bern 1985 (= Archiv des Historischen Vereins des Kantons Bern 69)
- (zusammen mit Georges Descoeudres) Bern, Französische Kirche, ehemaliges Predigerkloster: archäologische und historische Untersuchungen 1988–1990 zu Kirche und ehemaligen Konventgebäuden, Bern, Stuttgart, Wien 1993 (= Schriftenreihe der Erziehungsdirektion des Kantons Bern)
- L’imaginaire du sabbat. Edition critique des textes les plus anciens (1430 c. – 1440 c.), réunis par Martine Ostorero, Agostino Paravicini Bagliani, Kathrin Utz Tremp, Lausanne 1999 (= Cahiers lausannois d’histoire médiévale 26)
- Waldenser, Wiedergänger, Hexen und Rebellen. Biographien zu den Waldenserprozessen von Freiburg im Üchtland (1399 und 1430), Freiburg 1999 (= Freiburger Geschichtsblätter, Sonderband)
- Friedrich Reiser und die „waldensisch-hussitische Internationale“ im 15. Jahrhundert. Akten der Tagung Ötisheim–Schönenberg, 2. bis 4. Oktober 2003, hg. von Albert de Lange und Kathrin Utz Tremp, Heidelberg, Ubstadt-Weiher, Basel 2006
- Inquisition et sorcellerie en Suisse romande. Le registre Ac 29 des Archives cantonales vaudoises (1438–1528), réunis par Martine Ostorero et Kathrin Utz Tremp, en collaboration avec Georg Modestin, Lausanne 2007 (= Cahiers lausannois d’histoire médiévale 41)
- Von der Häresie zur Hexerei. „Wirkliche“ und imaginäre Sekten im Spätmittelalter, Hannover 2008 (= MGH Schriften 59)
- Chasses aux sorcières et démonologie. Entre discours et pratiques (XIVe – XVIIe siècles), réunis par Martine Ostorero, Georg Modestin et Kathrin Utz Tremp, Florence 2010 (= Micrologus’ Library 36)
- „Fiat littera ad dictamen sapientum“. Notare, Lombarden und Juden in Freiburg im Üchtland (14. Jahrhundert), Zürich und St. Gallen 2012 (= Europäische Rechts- und Regionalgeschichte 17)
- (zusammen mit Hubertus von Gemmingen) Gens du cuir, gens du drap à Fribourg au Moyen Âge, traduit de l’allemand par Maria Portmann et Jean Steinauer, Fribourg 2013 (= Archives de la Société d’histoire du canton de Fribourg n. s. 14)
- Histoire de Fribourg, t. 1: La ville de Fribourg au Moyen Âge (XIIe–XVe siècle), Neuchâtel 2018 (= Collection Focus 19)
- Warum Maria blutige Tränen weinte. Der Jetzerhandel und die Jetzerprozesse in Bern (1507–1509). Wiesbaden 2022, ISBN 978-3-447-11647-3
- Anna Göldi und Rudolf Steinmüller - Die „letzte Hexe“ und ihr „Komplize“. Übersicht über die Prozessakten (1781/1782). Zürich und St. Gallen 2023 (= Europäische Rechts- und Regionalgeschichte 26), ISBN 978-3-03891-526-3

Herausgegebene Quellenedition
- Quellen zur Geschichte der Waldenser von Freiburg im Üchtland (1399–1439). Hannover 2000 (= MGH Quellen zur Geistesgeschichte des Mittelalters 18)
- (zusammen mit Lionel Dorthe) Registrum Lombardorum. Le premier registre notarial des Archives de l’Etat de Fribourg (1356–1359), Bâle 2016 (= SDS FR I/3/7)
- Das erste zweisprachige Notariatsregister von Freiburg (1407–1427). Staatsarchiv Freiburg, Notariatsregister, 31, Freiburg 2021 (= Bibliotheca Otolandana 1)